# Yino Martínez
Yino Martínez (Puerto Plata, 25 novembre 1983) è un cestista dominicano naturalizzato svizzero.

## Palmarès
- LNB: 1

Losanna: 2013-14